# Feijoada
Feijoada je brazilsko nacionalno jelo. To je vrsta začinjenog ragua sa svinjetinom i crnim grahom. Servira se s kriškama naranče, rižom, slatkim krumpirom, zeljem ili maniokom.